# 中広大悟
中広 大悟（なかひろ だいご、1981年8月21日 - ）は、日本のプロボクサー。広島県三次市出身。第33代日本スーパーフライ級王者。広島三栄ボクシングジム所属。広島県立広島皆実高等学校、広島経済大学大学院修士課程修了。広島市安芸区・瀬野川病院勤務。

## 来歴
高校時代はサッカー部に所属、同期にはフットサル日本代表の瀬戸彬仁やプロサッカー選手の秦賢二がいる。
ボクシングは大学入学後に始めた。
2001年9月16日、プロデビューを福岡県春日市にて行い4R判定勝利を収めた。
2002年12月22日、その後5連勝で西軍スーパーフライ級代表として、東日本代表河野公平（ワタナベ）と全日本スーパーフライ級新人王を後楽園ホールで争い、6R判定勝利で新人王奪取し日本ランク入り。
2006年2月13日、デビュー以来13連勝で内藤大助（宮田）の持つ日本フライ級タイトルに挑戦する。経験、実績で上回る内藤有利と見られていたが、試合は内藤の不調と挑戦者の巧さ・積極性が出て、もつれる展開に。結果的には2-1のスプリット判定により内藤が勝利。しかし以後の中広への期待を高める試合となった。
2006年5月1日、日本タイトル戦から3か月後にタイでWBC世界フライ級チャンピオンポンサクレック・ウォンジョンカムに挑戦する。しかし序盤にダウンを奪われた末12R判定負けで2連敗となった。
2007年2月16日、スーパーフライ級に階級を戻し、再起戦で日本・東洋タイトルを獲得したことのある有永政幸（大橋）に4RTKO勝ち。
2008年5月24日、ディファ有明でモンコンチャイ・ヒマーライジム（タイ）とのメイン試合に出場予定であったが、イベントを主催したグローバル協栄ジムと共催のドリームアクションとの金銭的な問題で、前日計量後に前代未聞の興行中止となり試合できず。その後3連勝を収めた。
2008年7月30日、国立代々木競技場第一体育館にて行われた内藤大助と坂田健史の世界ダブルタイトルマッチのセミセミファイナルにて元日本フライ級王者吉田拳畤（笹崎）と対戦。吉田のアウトボクシングに苦しめられながらも、8R判定勝ちを収めた。
2008年12月17日、河野公平が怪我のため返上し空位の日本スーパーフライ級王座決定戦を後楽園ホールにて、杉田純一郎（ヨネクラ）（同級1位）と争い、これに10R2-1判定勝ちで初のタイトルを奪取した。広島のジムに所属する選手としては30年ぶり2人目の日本王者誕生となった。
2009年3月19日、広島県立総合体育館で1位三枝健二（新開）を迎えての初防衛戦10回戦を行い、1Rにダウンを奪うなど試合を支配して3-0の判定勝利を収めた。広島県内のジムに所属する選手として史上初の防衛成功となった。
2009年8月29日、三次市で7位の本田秀伸（グリーンツダ）と対戦。初回にダウンを奪い、中盤以降はポイントを積み重ね、2-0（96-95、97-93、95-95）の判定勝利で2度目の防衛に成功した 。
2009年12月18日、広島県立総合体育館で2位赤穂亮（横浜光）を迎えて3度目の防衛戦を行う。1Rに右フックで顔面をヒットさせるなど有利に試合を進めるが、その後は一進一退の展開になり、1-0（96-94、96-96、95-95）の引き分けで3度目の防衛に成功した。この試合で右手の腱断裂を起こして長期休養する間に、佐藤洋太が暫定王者となった。
2010年9月25日、東京ビッグサイトで暫定王者の佐藤洋太（協栄）と統一戦を行い、3-0（97-92、99-90、99-89）の大差判定でタイトルを失った。
2011年2月5日、大阪府立体育会館でOPBF東洋太平洋バンタム級チャンピオンのマルコム・ツニャカオ（真正）に挑戦し6回2分32秒TKO負け。

## 戦績
プロボクシング：29戦23勝 (9KO) 4敗 (1KO) 2分
| 戦           | 日付           | 勝敗 | 時間    | 内容    | 対戦相手                         | 国籍                     | 備考                                             |
| ------------ | -------------- | ---- | ------- | ------- | -------------------------------- | ------------------------ | ------------------------------------------------ |
| 1            | 2001年9月16日  | 勝利 | 4R      | 判定    | 山口和哉                         | 日本（三松スポーツ）     | プロデビュー戦                                   |
| 2            | 2001年12月1日  | 勝利 | 4R      | 判定    | 冨松悦至                         | 日本 （関博之）          |                                                  |
| 3            | 2002年6月16日  | 勝利 | 4R      | 判定3-0 | 大神淳二                         | 日本 （関博之）          |                                                  |
| 4            | 2002年8月11日  | 勝利 | 2R 1:26 | KO      | 松田友昭                         | 日本（本田フィットネス） | 西部日本スーパーフライ級新人王トーナメント決勝戦 |
| 5            | 2002年10月6日  | 勝利 | 4R      | 判定2-1 | 木ノ下国広                       | 日本 （畑中）            | 中日本・西部日本スーパーフライ級新人王対抗戦     |
| 6            | 2002年11月10日 | 勝利 | 6R      | 判定3-0 | 鬼頭孝暢                         | 日本 （大阪帝拳）        | 全日本スーパーフライ級新人王西軍代表決定戦       |
| 7            | 2002年12月22日 | 勝利 | 6R      | 判定3-0 | 河野公平                         | 日本 （ワタナベ）        | 全日本スーパーフライ級新人王決定戦               |
| 8            | 2003年7月1日   | 勝利 | 8R      | 判定3-0 | 山田克彦                         | 日本 （新日本徳山）      |                                                  |
| 9            | 2003年11月16日 | 勝利 | 2R 0:57 | KO      | 藤井俊一                         | 日本 （倉敷守安）        |                                                  |
| 10           | 2004年3月1日   | 勝利 | 2R 2:40 | KO      | サムラーンサック・シンマナサック | タイ                     |                                                  |
| 11           | 2004年9月10日  | 勝利 | 3R 1:44 | KO      | 小山晃司                         | 日本 （天熊丸木）        |                                                  |
| 12           | 2005年3月9日   | 勝利 | 10R     | 判定3-0 | 高橋巧                           | 日本 （ロッキー）        |                                                  |
| 13           | 2005年8月15日  | 勝利 | 10R     | 判定3-0 | 長谷部弘康                       | 日本 （中外）            |                                                  |
| 14           | 2006年2月13日  | 敗北 | 10R     | 判定1-2 | 内藤大助                         | 日本 （宮田）            | 日本フライ級タイトルマッチ                       |
| 15           | 2006年5月1日   | 敗北 | 12R     | 判定0-3 | ポンサクレック・ウォンジョンカム | タイ                     | WBC世界フライ級タイトルマッチ                    |
| 16           | 2007年2月16日  | 勝利 | 4R 2:34 | TKO     | 有永政幸                         | 日本 （大橋）            |                                                  |
| 17           | 2007年10月5日  | 勝利 | 5R 1:27 | KO      | サムラーンサック・シンマナサック | タイ                     |                                                  |
| 18           | 2007年12月21日 | 勝利 | 5R 2:48 | TKO     | フラッシュ・ビラクラ             | フィリピン               |                                                  |
| 19           | 2008年3月20日  | 勝利 | 3R 2:45 | TKO     | 奈須勇樹                         | 日本 （角海老宝石）      |                                                  |
| 20           | 2008年7月30日  | 勝利 | 8R      | 判定3-0 | 吉田拳畤                         | 日本 （笹崎）            |                                                  |
| 21           | 2008年12月17日 | 勝利 | 10R     | 判定2-1 | 杉田純一郎                       | 日本 （ヨネクラ）        | 日本スーパーフライ級王座決定戦                   |
| 22           | 2009年3月19日  | 勝利 | 10R     | 判定3-0 | 三枝健二                         | 日本 （新開）            | 日本王座防衛1                                    |
| 23           | 2009年8月29日  | 勝利 | 10R     | 判定2-0 | 本田秀伸                         | 日本 （グリーンツダ）    | 日本王座防衛2                                    |
| 24           | 2009年12月18日 | 引分 | 10R     | 判定1-0 | 赤穂亮                           | 日本 （横浜光）          | 日本王座防衛3                                    |
| 25           | 2010年9月25日  | 敗北 | 10R     | 判定0-3 | 佐藤洋太                         | 日本 （協栄）            | 日本王座陥落                                     |
| 26           | 2011年2月5日   | 敗北 | 6R 2:32 | TKO     | マルコム・ツニャカオ             | フィリピン （真正）      | OPBF東洋太平洋バンタム級タイトルマッチ           |
| 27           | 2011年6月12日  | 勝利 | 8R      | 判定3-0 | スリヤー・チューワッタナ         | タイ                     |                                                  |
| 28           | 2012年5月14日  | 引分 | 4R 0:47 | 負傷    | 古藤功徳                         | 日本 （折尾）            |                                                  |
| 29           | 2012年12月16日 | 勝利 | 2R 2:32 | TKO     | ピサヌテープ・ギャットチョイヤン | タイ                     |                                                  |
| テンプレート |                |      |         |         |                                  |                          |                                                  |

## 獲得タイトル
- 第49回全日本スーパーフライ級新人王西軍代表
- 第49回全日本スーパーフライ級新人王
- 第33代日本スーパーフライ級王座（防衛3）